# Tabaga (Jakoetsk)
Tabaga (Russisch: Табага, Jakoets: Табаҕа; Tabagja) is een plaats (selo, tot 2004 nederzetting met stedelijk karakter) in de gorodskoj okroeg van Jakoetsk in de Russische autonome republiek Sacha (Jakoetië). De plaats telde 3360 inwoners bij de volkstelling van 2010.

## Geografie en voorzieningen
De plaats ligt 30 kilometer ten zuiden van Jakoetsk, in het zuiden van het Toejmaädadal, aan de westelijke oever van de middenloop van de Tabaginskaja, een kleine zijarm ten westen van de hoofdloop van de rivier de Lena. Tussen de Tabaginskaja en de Lena ligt het 3 kilometer brede riviereiland Oeloeoe-Aryy. Het dorp wordt omringd door een vlak steppegebied met veel meertjes. Ten zuidwesten van het dorp ligt een heuvelrug (sopka) die begroeid is met lariksbossen.
4 kilometer ten zuiden van Tabaga ligt het dorp Staraja Tabaga ("Oud-Tabaga"), dat tot 1985 zelf de naam Tabaga droeg (zie Geschiedenis). 4 kilometer noordelijker ligt het dorp Chatassy.
Het dorp heeft veel appartementsgebouwen voor een dorp doordat het oorspronkelijk een arbeidersnederzetting was. Tabaga heeft een middelbare school (gebouwd in 1959 als basisschool, sinds 1974 middelbare school), muziekschool (voor kinderen), kleuterschool, cultureel centrum, een polikliniek en een instelling voor langdurige zorg.
Aan de oever van het water bevindt zich een strafkolonie met een strikt regime (IK-7), die hier in 1969 werd gebouwd in verband met de bouw van het houtbedrijf. Op het grondgebied van deze gevangenis staat de orthodoxe Sint-Nicolaaskerk.

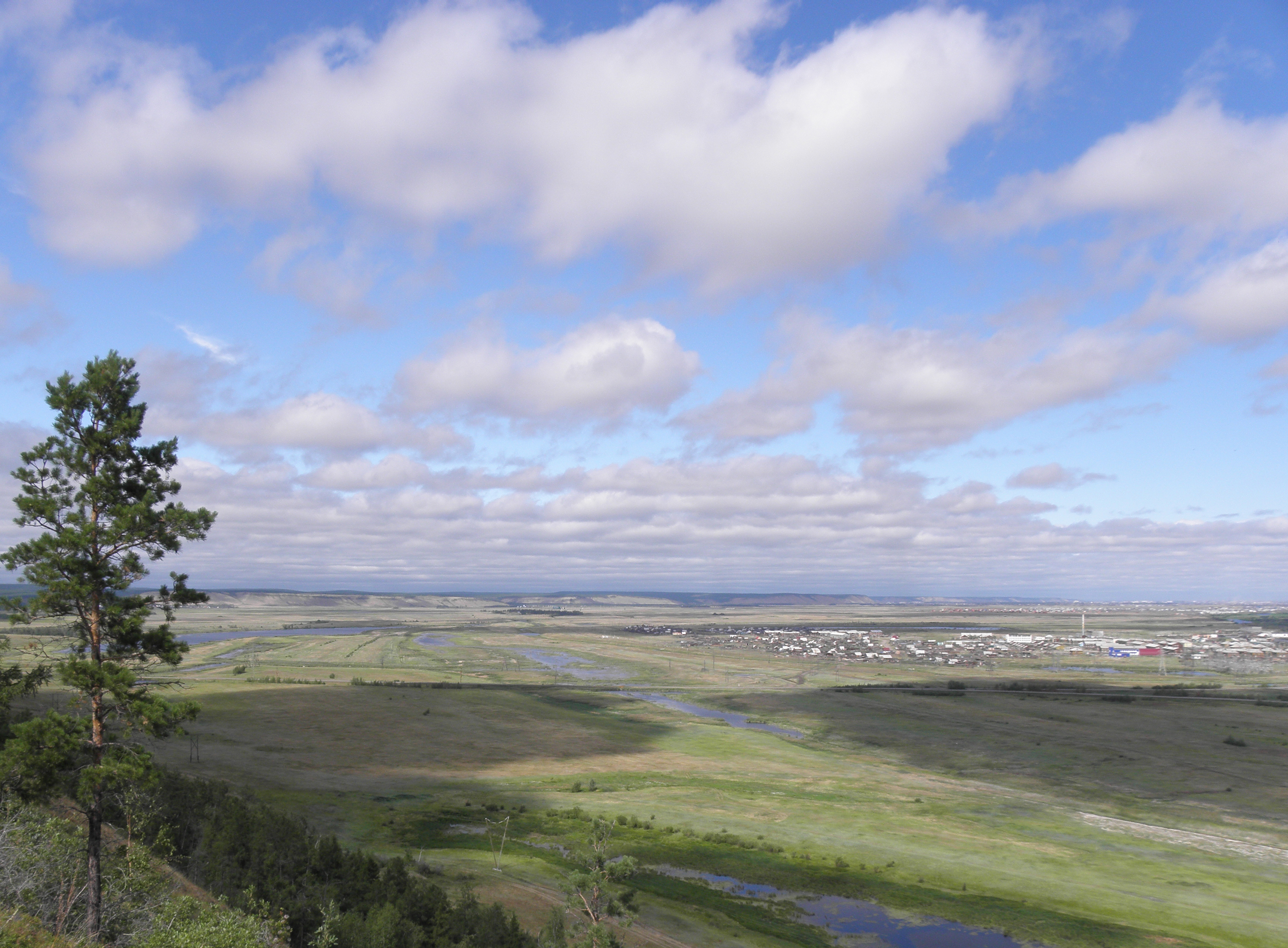
Het Toejmaädadal met rechts Tabaga
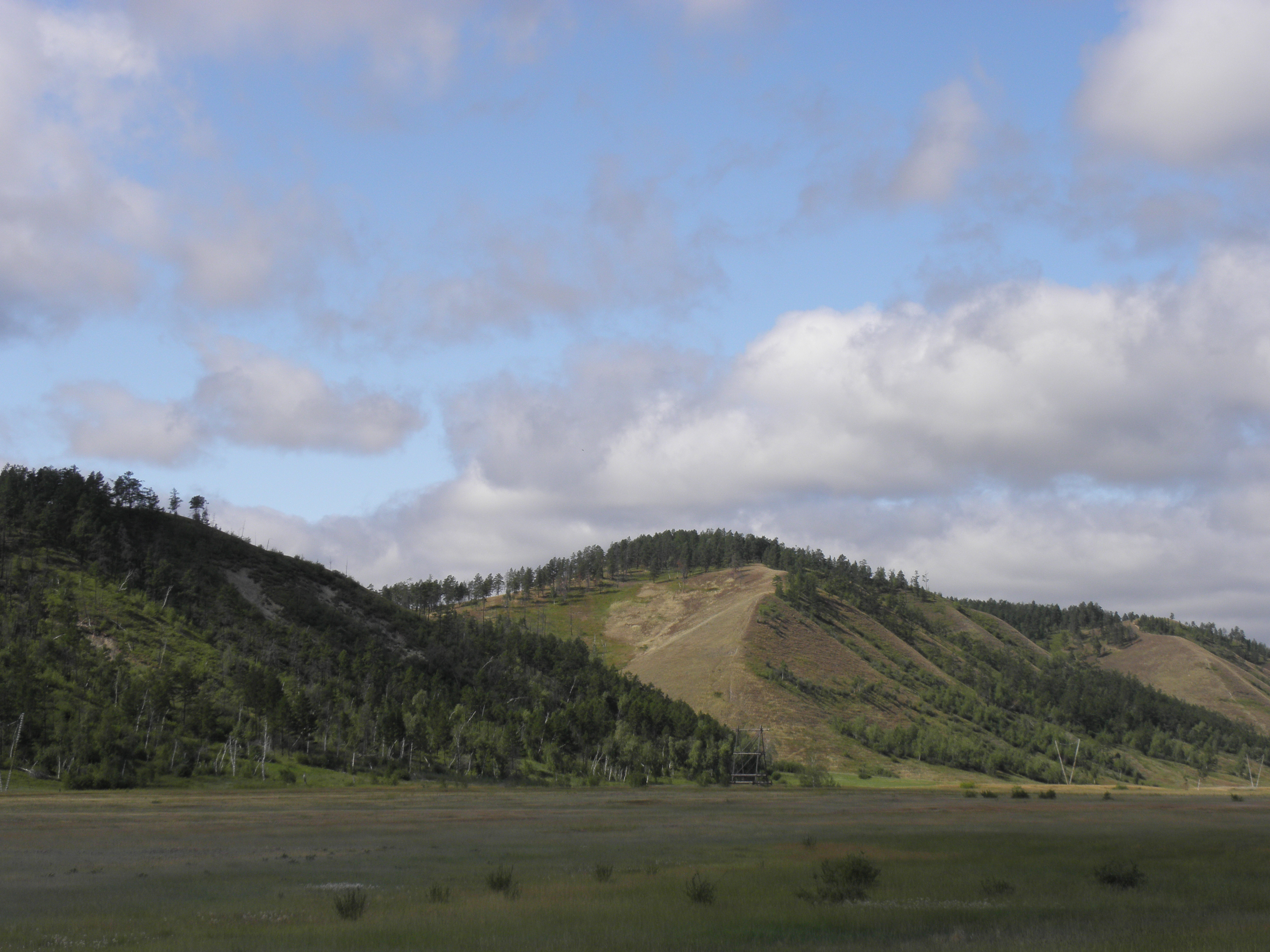
Sopki (heuvels) bij Tabaga

## Geschiedenis
Het dorp ontstond in 1958 als een arbeidersnederzetting bij de bouw van een houtverwerkingsbedrijf. Het werd destijds kortweg aangeduid als Lesokombinat (Лесокомбинат; "houtverwerkingsbedrijf")  of Tabaga-1 (Табага-1; naar het nabijgelegen dorp Tabaga). In 1985 werden het dorp Tabaga en de arbeidersnederzetting Lesokombinat per decreet van de Opperste Sovjet van de Jakoetische ASSR samengevoegd tot een nieuw dorp met de naam Tabaga. In 2004 werd het oude Tabaga echter weer afgescheiden als het dorp (selo) Staraja Tabaga en werd de rest van Tabaga (het oude Lesokombinat) eveneens gedegradeerd tot een dorp (selo). Wel staat Staraja Tabaga bestuurlijk gezien nog onder jurisdictie van Tabaga.

## Bevolking
Het dorp Tabaga (exclusief Staraja Tabaga) telt volgens de volkstelling van 2010 3360 mensen De meeste dorpelingen zijn Russen en Jakoeten.
| Bevolkingsontwikkeling tussen 1989 en 2010 |
| ------------------------------------------ |
|                                            |
| ■ Inclusief Staraja Tabaga                 |

## Economie
Het houtverwerkingsbedrijf is de plaatsvormende onderneming. Het bedrijf werd opgericht in 1958 en begon met de productie in 1961. Het bedrijf was lange tijd gericht op het produceren van gezaagd hout en houten constructiedelen voor geprefabriceerde woningen, het vervaardigen van meubels en andere houten huishoudelijke artikelen en het uitvoeren van bouw-, constructie-, installatie- en reparatiewerkzaamheden. De boomstammen die als grondstof dienden voor de houtzagerij werden door de vlotterij over de Lena vervoerd en vervolgens gelost op de oever van de rivier nabij Staraja Tabaga, waarna ze over de weg werden vervoerd naar de houtzagerij. Sinds de jaren 1990 zijn de productiehoeveelheden steeds verder gedaald en wordt de productie periodiek stilgelegd. De enige andere belangrijke werkgelegenheid voor de dorpsbewoners is de publieke sector. Verder werken een aantal dorpsbewoners in Jakoetsk.